# Arpella de la Reunió
L'arpella de la Reunió (Circus maillardi) és un ocell rapinyaire de la família dels accipítrids (Accipitridae). Habita aiguamolls i praderies humides de l'illa de la Reunió, a les Mascarenyes. El seu estat de conservació es considera en perill d'extinció.